# Просоцани (дим)
Просоцани (греч. Δήμος Προσοτσάνης) — община в Греции, расположенная на западе периферийной единицы Драма в периферии Восточная Македония и Фракия. Административный центр — Просоцани. Димархом на местных выборах 2019 года избран Теодорос Атанасьядис (Θεόδωρος Αθανασιάδης). Площадь 481,846 км². Население 13 066 человек по переписи 2011 года. Плотность 27,12 человека на квадратный километр.

Карта общины:
1 — Просоцани
2 — Ситагри

Сообщество Просоцани (Κοινότητα Προσωτσάνης) создано в 1919 году (ΦΕΚ 251Α). В 1920 году (ΦΕΚ 66Β) переименовано в Пирсополис (Κοινότητα Πυρσοπόλεως). В 1925 году возвращено название Просоцани. В 1946 году (ΦΕΚ 16Α) создана община Просоцани.  В 1997 году (ΦΕΚ 244Α) к общине присоединён ряд сообществ. 7 июня 2010 года (ΦΕΚ 87Α) по Программе «Калликратис» к общине присоединена упразднённая община Ситагри.

## Достопримечательности
Основной достопримечательностью является река Ангитис, протекающая в деревне Ангитис, которая является частью общины Просоцани.

## Димархи Просоцани
- 1954—1959: Триантафиллидис
- 1959—1964: Араксенидис
- 1975—1982: Крис Саккара (переизбран в 1978 году)
- 1983—1986: Санкт-Афоденидис (избран в 1982 году с 54,60 % проголосовавших)
- 1987—1990: Перикл Гаитанис
- 1991—1998: Константинос Райо
- 1999—2010: Георгиос Макрис
- 2011—2019: Агеллос Лисселис (учитель, родился в 1963 году в Германии. Переизбран в 2014 году с 56,32 % проголосовавших)[5]
- 2019 — н. в. Теодорос Атанасьядис (Θεόδωρος Αθανασιάδης)